# Yang Lian
Yang Lian, född 1955 i Bern, Schweiz, är en modernistisk kinesisk poet. 
Han föddes i Schweiz, där hans föräldrar var diplomater, men är uppvuxen i Peking. Under kulturrevolutionen skickades han liksom många andra ungdomar ut på landsbygden, i Yangs fall till Changping utanför Peking där han fick gräva gravar. Han började skriva poesi 1976 och blev några år senare del av kretsen kring den underjordiska tidskriften Jintian (Idag). Yang Lian är tillsammans med Bei Dao och Duo Duo den främsta företrädaren för den modernistiska och experimentella så kallade "dunkla poesin". 
Yang Lian befann sig i Auckland, Nya Zeeland under protesterna på Himmelska fridens torg 1989 och deltog i protesterna mot den kinesiska regimens agerande. Kort därefter blev hans verk förbjudna i Kina och hans medborgarskap upphävdes. Han fick asyl i Nya Zeeland och lever sedan 1993 i exil i London.
Sedan 2005 är Yang Lian professor vid European Graduate School i Schweiz. Han är även konstnärlig ledare för Unique Mother Tongue, en serie av internationella poesi- och konstevenemang som anordnas regelbundet i London.

## Författarskap
Yang Lian har givit ut elva diktsamlingar, två prosaböcker och en essäsamling på kinesiska. Han är känd för flera långa diktsviter som anknyter till såväl klassisk kinesisk poesi som västerländsk modernism. Yang Lian har i essäer understrukit traditionens nödvändighet för den moderna litteraturens utveckling. Han blev i början av 1980-talet ett av de ledande namnen inom den kontroversiella grupp av kinesiska diktare som kallades de Dunkla poeterna. Hans dikt Norlang (ett vattenfall i Tibet) från 1983 anklagades av myndigheterna som en del av kampanjen mot andlig förorening. Yang Lian har delat in sitt författarskap i tre faser som motsvarar de geografiska förändringarna i hans liv: "Kinesiska manuskripten", med hans diktning från 1980-talet, samt "Stillahavsmanuskripten" och "Europeiska manuskripten" som behandlar ämnen som exil och hemlöshet.
Yang Lian är översatt till mer än tjugo språk. Han tilldelades Flaiano International Prize for Poetry 1999 och Noninopriset 2012.